# Blauer Nachzügler
Ein Blauer Nachzügler (geläufiger englischer Terminus: Blue Straggler) ist ein Stern, der blauer (heißer) und leuchtkräftiger ist als ein Stern gleichen Alters und gleicher Metallizität.

Blaue Nachzügler liegen im Hertzsprung-Russell-Diagramm jenseits des Abknickpunktes der Hauptreihe

## Analyse
Entsprechend der Theorie der Sternentwicklung sind alle Sterne im Hertzsprung-Russell-Diagramm entsprechend ihrem Alter und ihrer Masse entlang einer Linie angeordnet, der Hauptreihe. Blaue Nachzügler stellen scheinbar einen Widerspruch zu dieser Theorie dar, indem sie jenseits der Hauptreihe liegen.
Blaue Nachzügler sind zunächst in Sternhaufen aufgefallen, bei denen alle Sterne zur selben Zeit aus einer homogenen Molekülwolke entstanden sind. Inzwischen konnten Blaue Nachzügler auch im galaktischen Bulge, im Halo der Milchstraße und in Zwerggalaxien nachgewiesen werden.
Eine Analyse der Eigenschaften von Blauen Nachzüglern kann erfolgen über:
- ihre Pulsationen. Viele Blaue Nachzügler liegen im Hertzsprung-Russell-Diagramm im Instabilitätsstreifen der Zwergcepheiden. Diese veränderlichen Sterne bilden ein Muster von Schwingungen aus, dessen Analyse mittels der Asteroseismologie eine Analyse des Sternaufbaus und damit auch der Entwicklung ermöglicht.
- ihre Rotationsgeschwindigkeit, die im Vergleich zu anderen Sternen scheinbar gleichen Alters häufig recht hoch ist.[4] Diese rasche Rotation kann über die Rotationsverbreiterung in den Spektrallinien nachgewiesen werden. Im Fall einer äußeren konvektiven Schicht zeigen die rasch rotierenden Blauen Nachzügler alle Anzeichen einer stellaren Aktivität wie Radioflares, Röntgenemission und photometrische Veränderlichkeit durch Sternflecken. Die FK-Comae-Berenices-Sterne sind wahrscheinlich die Produkte einer Verschmelzung eines engen Doppelsternsystems.
- evtl. ihre Bedeckungsveränderlichkeit. Bei Blauen Nachzüglern, die durch einen Massentransfer in einem engen Doppelsternsystem entstanden sind, kann der massenspendende Begleiter durch Radialgeschwindigkeitsmessungen oder bei geeigneter Orientierung im Raum als bedeckungsveränderlicher Stern beobachtet werden. In beiden Fällen ist eine Ableitung der absoluten Parameter und damit der Entwicklung des Doppelsternsystems möglich.

## Entstehungsvarianten

### Massentransfer in Doppelsternen
Verfügen Sterne in Doppelsternsystemen über unterschiedliche Massen, so verläuft auch ihre Entwicklung auf unterschiedlichen Zeitskalen. Der massenreichere Stern erschöpft den Wasserstoffvorrat in seinem Kern durch Wasserstoffbrennen schneller und entwickelt sich zu einem Roten Riesen. Expandiert er über die Roche-Grenze hinaus, so fließt in der Folge Materie zu seinem masseärmeren Begleiter. Der expandierende Stern gerät dabei aus dem Gleichgewicht und expandiert weiter, wodurch der Materietransfer gesteigert wird. Im Ergebnis wird aus dem masseärmeren Begleiter der massereichere Stern (Blauer Nachzügler), der vom Kern des ehemals massereichen Sterns, einem massearmen Weißen Zwerg, umkreist wird. Derartige Doppelsternsysteme konnten vom NASA-Satelliten Kepler nachgewiesen werden.

### Sternverschmelzungen
Ein zweiter Entstehungsmechanismus ist notwendig, da Blaue Nachzügler auch als Einzelsterne vorkommen. Als Vorläufer dieser Blauen Nachzügler werden enge Kontaktsysteme angenommen. Bei Doppelsternsystemen wie W-Ursae-Majoris verlaufen die Bahnen der beiden Sterne in einer gemeinsamen Hülle. Sie verlieren über Gravitationsstrahlung sowie magnetische Interaktion Drehimpuls und verschmelzen zu einem extrem schnell rotierenden Einzelstern. Bei dieser Verschmelzung wird viel Energie frei, wobei dieses Ereignis als Leuchtkräftige Rote Nova oder mergeburst bezeichnet wird. Im Falle der Leuchtkräftigen Roten Nova V1309 Sco konnte der Bedeckungslichtwechsel des Kontaktsystems vor der Verschmelzung vermessen werden.
In Dreifachsystemen können die Bahnen auch aufgrund des Kozai-Effekts oder der Darwin-Instabilität langfristig instabil sein und zu einem Verschmelzen des zentralen Doppelsternsystems führen.

### Sternkollisionen
Ungefähr 1 % aller Sterne in Offenen Sternhaufen und Kugelsternhaufen sind Blaue Nachzügler. Insbesondere in den dichten Zentren der Kugelsternhaufen kann ein Teil der Blauen Nachzügler durch Kollisionen entstanden sein. Ist die Relativgeschwindigkeit zwischen den beteiligten Sternen nicht sehr groß, so gehen nur wenige Prozent der Atmosphäre bei der Kollision verloren, und es kommt nicht zu einer Durchmischung der Sterne. Die Spektren von Blauen Nachzüglern zeigen keine chemische Zusammensetzung, die für eine Durchmischung zweier Sterne typisch wäre.
Ebenfalls zu den Blauen Nachzüglern aus Kollisionen zählen nahe Begegnungen eines Sterns mit einem Doppelsternsystem, woraufhin sich die Bahnparameter des Doppelsternsystems ändern. Sollte der Bahnabstand im Doppelsternsystem abnehmen, so kann dies infolge eines Massentransfers langfristig zu einem Blauen Nachzügler führen.

## Vorkommen in Kugelsternhaufen

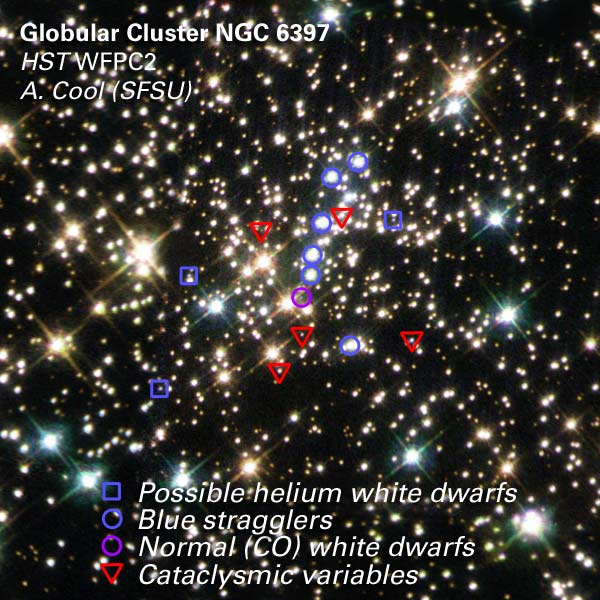
Die blauen Kreise auf dieser Aufnahme des HST zeigen die hohe Konzentration von Blauen Nachzüglern im Kern des Kugelsternhaufens NGC6397

Die Verteilung von Blauen Nachzüglern in Kugelsternhaufen ist geprägt durch eine hohe Konzentration im Kern, einer daran anschließenden Zone der Vermeidung (engl. Zone of Avoidance) und einer wieder erhöhten Konzentration im Außenbereich des Sternhaufens. Dies wird interpretiert als Folge zweier unterschiedlicher Entstehungsmechanismen im Kern und im Außenbereich des Haufens oder als Folge dynamischer Reibung. Hierbei wird bei einer nahen Begegnung von einem Blauen Nachzügler mit einem anderen Stern Bewegungsenergie auf den masseärmeren Stern übertragen, sie geht dem per definitionem massereicheren Blaue Nachzügler verloren. Als Folge sinkt er tiefer in Richtung des Zentrums des Sternhaufens und erhöht die Konzentration dort.
Werden die Blauen Nachzügler eines Kugelsternhaufens in ein Farben-Helligkeits-Diagramm eingezeichnet, dann zeigen sich zwei Hauptreihen:
- eine blaue Reihe, in der keine Veränderlichkeit durch Bedeckungslichtwechsel beobachtet wird. Die blaue Sequenz wird interpretiert als Blaue Nachzügler, die aus Kollisionen hervorgegangen sind, wobei zwei Sterne mit nahezu identischer Masse verschmelzen.
- eine rote Reihe, von der ungefähr 50 Prozent der Mitglieder zu den bedeckungsveränderlichen W-Ursae-Majoris-Sternen gehören. Die rote Reihe bildet sich aus dem Massentransfer in engen Doppelsternen, wobei der hohe Rotanteil von dem massespendenden Begleiter kommt.[10]

Die dynamischen Effekte machen es schwierig, die Anteile der Entstehungsmechanismen zu bestimmen. Spektroskopische Untersuchungen zeigen allerdings aufgrund von Variationen der Radialgeschwindigkeit bei bis zu 75 % aller Blauen Nachzügler in Kugelsternhaufen einen Begleiter. Daher dürfte in Kugelsternhaufen ein Massentransfer in engen Doppelsternsystemen der dominierende Entstehungsmechanismus für Blaue Nachzügler sein.

## Rote und Gelbe Nachzügler
Neben den Blauen Nachzüglern werden in Kugelsternhaufen und offenen Sternhaufen auch Rote bzw. Gelbe Nachzügler gefunden. Diese Sterne liegen im Hertzsprung-Russell-Diagramm zwischen dem Abknickpunkt, an dem die Sterne sich von der Hauptreihe in Richtung des Riesenastes entwickeln, und dem Riesenast. Dabei sind sie heller als die normalen Unterriesen des Sternhaufens. Es könnten ehemalige Blaue Nachzügler sein, die aufgrund ihrer höheren Masse einen hellen Entwicklungsweg zum Riesenast zurücklegen. Alternativ könnte es sich auch um nicht aufgelöste Doppelsternsysteme oder Überlagerungen von Sternbildern handeln.
Die Roten Nachzügler werden aufgrund ihrer Lage im HR-Diagramm auch als Unter-Unterriesen bezeichnet. Sie sind häufig die hellsten Röntgenquellen in den Sternhaufen mit einer Leuchtkraft von 1031 erg/s, was als Zeichen für koronale Aktivität interpretiert wird, und wohl immer Mitglieder von Doppelsternsystemen.

## Beispiele
- 40 Cancri, einzelner Blauer Nachzügler in Messier 44
- 47 Tucanae, Kugelsternhaufen mit Blauen Nachzüglern
- Tau Scorpii, mit bloßem Auge sichtbarer Blauer Nachzügler